# Irizar ie
Irizar ie (dawniej Irizar i2e) – niskopodłogowy miejski autobus elektryczny produkowany od 2014 r. przez hiszpańskiego producenta Irizar w Adunie w Kraju Basków.

## Historia
Na początku drugiej dekady XXI wieku hiszpański producent autobusów Irizar postanowił wejść na rynek miejskich autobusów elektrycznych. W 2014 r. zaprezentowano efekt prac w ramach europejskiego programu ZeEUS na rzecz bezemisyjnego transportu publicznego – model i2e. Stylistycznie model nawiązuje do zaprezentowanego dwa lata wcześniej modelu i3. Uwagę zwraca duża przednia szyba, zaokrąglona osłona agregatu klimatyzacji i zestawu baterii na dachu, trapezowa ściana tylna, a także charakterystyczne dla marki światła przednie. Konstrukcyjnie model różni się jednak od modelu i3, gdyż był on projektowany jako konstrukcja integralna z nadwoziem samonośnym, a nie jak poprzednik jako zabudowa podwozia innych producentów. Zgodnie z założeniami, autobus jest w stanie przejechać do 250 km na jednym ładowaniu przy średniej prędkości 17 km/h. Napęd stanowi silnik Siemens Synchronic o mocy 180 kW (245 KM) i momencie obrotowym 1400 Nm. Energia magazynowana jest w bateriach sodowo-niklowych So-Nick o napięciu 600-650 V i pojemności 375 kWh. Czas całkowitego ładowania baterii to 5 godzin. Ponadto w przypadku większych podjazdów, wykorzystywane są superkondensatory o napięciu 125 V. Są one także przeznaczone do odzyskiwania energii z hamowania.
Początkowo model i2e był dostępny wyłącznie w wersji maxi, tzn. o długości 12 m. Pierwsze testy z pasażerami odbyły się na ulicach Madrytu i Marsylii. Jeszcze w 2014 r. został zamówiony przez przewoźników miejskich z Barcelony i San Sebastián. 
W 2016 r. oddano do użytku nowy zakład produkcyjny Irizar w miejscowości Aduna, który jest w całości przeznaczony do produkcji autobusów z napędem elektrycznym. W tym samym roku Irizar ubiegał się o tytuł Autobusu Roku 2017 dla modelu i2e. Podczas Bus Euro Test 2016 na ulicach Brukseli, i2e zmierzył się z Van Hoolem Exqui.City, Ebusco 2.1, Mercedesem-Benz Citaro C2 NGT oraz Solarisem Urbino 12 electric, który ostatecznie okazał się zwycięzcą.
W kolejnych latach Irizar rozszerzył ofertę autobusów elektrycznych o kolejne modele – model midi o długości 10 m, a także model mega – o długości 18,75 m. Podczas targów Busworld 2017 zaprezentowano przegubowy model Irizar ie tram przeznaczony głównie dla systemów bus rapid transit. W autobusach przegubowych zastosowano inne napędy oraz systemy baterii niż w modelach 10- i 12-metrowych. Zamiast napędów Siemens, wykorzystano produkty przedsiębiorstwa Alconza wchodzącego w skład grupy Irizar. Baterie sodowo-niklowe zastąpiono też litowo-jonowymi o mniejszej pojemności, lecz także mniejszej masie i krótszym czasie ładowania. Irizar ie tram został wybrany w Hiszpanii „Autobusem Roku 2018”. Jego premiera u przewoźnika odbyła się na początku grudnia 2018 r. w Barcelonie. Irizar ie tram brał także udział w Bus Euro Test 2018, w którym na ulicach Zagrzebia zmierzył się z Mercedesem-Benz Citaro C2 Light Hybrid oraz Heuliezem GX Elec full electric Bus. Ostatecznie tytuł Autobusu Roku 2019 trafił do Mercedesa. W 2020 r. Irizar ie bus w wersji 12-metrowej został odznaczony tytułem Bus of the year 2021. 

## Dane techniczne
|                                                        | i2e 10 m                                     | i2e 12 m                                     | i2e 18 m                                     | i2e tram                                     |      |
| ------------------------------------------------------ | -------------------------------------------- | -------------------------------------------- | -------------------------------------------- | -------------------------------------------- | ---- |
| Długość                                                | 10 850                                       | 11 980                                       | 18 760                                       | 18 760                                       | [mm] |
| Szerokość                                              | 2550                                         | 2550                                         | 2550                                         | 2550                                         | [mm] |
| Wysokość                                               | 3209                                         | 3209                                         | 3400                                         | 3400                                         | [mm] |
| Rozstaw osi                                            | 4645                                         | 5770                                         | 5980 6540                                    | 5980 6540                                    | [mm] |
| Kąt natarcia/zejścia                                   | 6,5/7                                        | 6,5/7                                        | 7,5/7                                        | 7,5/7                                        | [°]  |
| Zwis przedni/tylny                                     | 2805/3405                                    | 2805/3405                                    | 2805/3405                                    | 2805/3405                                    | [mm] |
| Średnica zawracania                                    | 18 600                                       | 20 870                                       | 23 700                                       | 23 700                                       | [mm] |
| Baterie                                                | sodowo-niklowe 600-650 V 282-329 kWh         | sodowo-niklowe 600-650 V 282-376 kWh         | litowo-jonowe 600-650 V 90-150 kWh           | litowo-jonowe 600-650 V 90-150 kWh           |      |
| Ładowanie                                              | plug-in 125 A 6-7 h                          | plug-in 125 A 6-7 h                          | plug-in 125 A 3 h                            | plug-in 125 A 3 h                            |      |
| Silnik elektryczny                                     | Siemens 180 kW 1500 Nm                       | Siemens 180 kW 1400 Nm                       | Alconza (grupa Irizar) 235 kW 2300 Nm        | Alconza (grupa Irizar) 235 kW 2300 Nm        |      |
| Układ drzwi                                            | 2-2-0                                        | 2-2-2                                        | 2-1-2-2-1                                    | 1-2-2-2                                      |      |
| Szerokość drzwi                                        | 1200                                         | 1200                                         | 1200                                         | 1200                                         | [mm] |
| Wysokość podłogi w wejściu z przyklękiem/bez przyklęku | drzwi I: 250/320 drzwi II: 270/340           | drzwi I: 250/320 drzwi II i III: 270/340     | drzwi I: 250/320 pozostałe: 270/340          | drzwi I: 250/320 pozostałe: 270/340          | [mm] |
| Wysokość wnętrza w przejściu                           | 2400                                         | 2400                                         | 2400                                         | 2400                                         | [mm] |
| Liczba miejsc pasażerskich                             | maks. 76                                     | maks. 82                                     | maks. 155                                    | maks. 155                                    |      |
| Klimatyzacja przestrzeni pasażerskiej                  | Hispacold chłodzenie 35 kW, ogrzewanie 28 kW | Hispacold chłodzenie 35 kW, ogrzewanie 28 kW | Hispacold chłodzenie 35 kW, ogrzewanie 28 kW | Hispacold chłodzenie 35 kW, ogrzewanie 28 kW |      |
| Klimatyzacja kabiny kierowcy                           | Hispacold chłodzenie 3,5 kW, ogrzewanie 8 kW | Hispacold chłodzenie 3,5 kW, ogrzewanie 8 kW | Hispacold chłodzenie 35 kW, ogrzewanie 28 kW | Hispacold chłodzenie 35 kW, ogrzewanie 28 kW |      |
|                                                        | [ 14 ]                                       | [ 14 ]                                       | [ 8 ]                                        | [ 9 ]                                        |      |